# Gnophos cymbalariae
Gnophos cymbalariae là một loài bướm đêm trong họ Geometridae.